# Homalium decaryanum
Homalium decaryanum är en videväxtart som beskrevs av Joseph Marie Henry Alfred Perrier de la Bâthie. Homalium decaryanum ingår i släktet Homalium och familjen videväxter. Inga underarter finns listade i Catalogue of Life.